# Topaze (couleur)

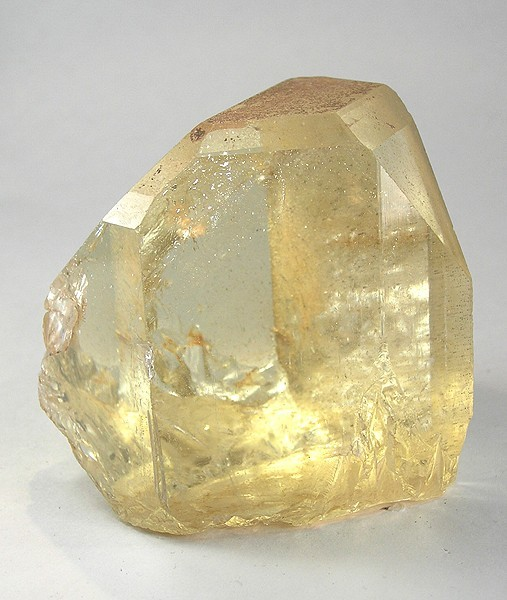
Topaze jaune

Topaze est un nom de couleur, d'usage assez rare au XXIe siècle, pour désigner une nuance de jaune grisâtre pâle et transparent, d'après la pierre précieuse topaze, qui peut cependant avoir des teintes assez variées.
Le nom de couleur topaze s'applique bien entendu aux pierres et aux verres teintés ; mais il est rare dans les nuanciers modernes. Topaze seul devrait désigner un jaune pâle, éventuellement rosé, mais on trouve en peinture pour la décoration L10052 jaune topaze, topaze ; il y a en peinture automobile des bleu topaze ; en cuirs des beige topaze.

## Histoire
Le nom de couleur Topaze est attesté en 1772 dans une description de sciences naturelles « colibri à gorge topaze ».
L'expression jaune topaze se trouve en 1786 dans l’Encyclopédie méthodique, à l'article qui indique comment on fabrique le cristal qui imite cette pierre.
Parmi les noms de couleurs qui se réfèrent à des gemmes, émeraude, saphir, rubis, améthyste, topaze est de ceux qui, ne s'associant pas à une couleur ni à un procédé de coloration, n'ont eu qu'un succès assez limité.